# Resolució 712 del Consell de Seguretat de les Nacions Unides
La Resolució 712 del Consell de Seguretat de les Nacions Unides, adoptada el 19 de setembre de 1991 després de recordar les resolucions 661 (1990), 686 (1991), 687 (1991), 688 (1991), 692 (1991), 699 (1991), 705 (1991) i 706 (1991), el Consell, actuant en virtut del Capítol VII, va reafirmar i discutir les disposicions de la Resolució 706 i va demanar la cooperació internacional.
La resolució va convidar per primera vegada al Comitè del Consell de Seguretat establert en virtut de la Resolució 661 per autoritzar l'alliberament pel Secretari General Javier Pérez de Cuéllar del compte de dipòsit fiduciari de la primera tercera part de la Comissió de Compensació de les Nacions Unides per finançar la compra de productes alimentaris, medicaments, materials i altres subministraments per a necessitats civils. Demana al Secretari General i al Comitè que cooperin amb el Govern de l'Iraq per assegurar la implementació efectiva de la resolució actual, per permetre una distribució equitativa per satisfer les necessitats humanitàries.
El Consell també va decidir que el petroli i els productes derivats del petroli mentre estiguin sota el títol iraquià no són immunes als procediments judicials, i demana que els sistemes domèstics d'altres estats assegurin aquesta protecció. També va declarar que el dipòsit fiduciari, la Comissió de Compensació de les Nacions Unides, els inspectors d'armes i altres experts gaudeixen dels privilegis i immunitats diplomàtiques de les Nacions Unides.
El Consell finalment va demanar al Secretari General que "prengués totes les mesures necessàries" per aplicar les disposicions de la Resolució 712, i va demanar a tots els Estats membres que cooperessin en l'aplicació de la Resolució 706 i la resolució actual, especialment pel que fa als productes derivats del petroli, medicaments i subministraments per a necessitats civils.
La resolució 712 va ser aprovada per 13 vots contra un en contra de Cuba, i una abstenció del Iemen. Iraq no va acceptar o rebutjar inicialment les disposicions esbossades.